# Grega Žemlja
Grega Žemlja (Jesenice, 29 de Setembro de 1986) é um tenista profissional esloveno, seu principal rankig de simples de N. 111 da ATP. Ele representa a Equipe Eslovena de Copa Davis
Em 2010 derrotou o nº 25 do mundo, Juan Monaco, em Roland Garros, depois de ter saído do qualificatório, chegando à 2a rodada do torneio.
Encerrou o ano de 2011 como o número 116 do mundo.